# Andreas Czerney
Andreas Czerney (* 15. Mai 1967 in Gießen) ist ein deutscher Lied- und Oratoriensänger.
Er absolvierte zunächst eine Verwaltungslehre und arbeitete danach einige Zeit im Orgelbau, bis er sich schließlich hauptberuflich der Musik widmete. Czerney ist heute ein international gefragter Oratorien- und Liedsänger, seine Stimmlage ist Bassbariton. 2005 übernahm er den Vorsitz des Wettbewerbs Jugend musiziert.
Andreas Czerney ist an der Liebigschule Gießen als Lehrer für Darstellendes Spiel tätig.